# Pterolophia albovaria
Pterolophia albovaria là một loài bọ cánh cứng trong họ Cerambycidae.